# Ancistrus parecis
Ancistrus parecis é uma espécie de bagre da família Loricariidae. É nativa da América do Sul, onde ocorre na bacia do rio Tapajós, no Brasil. Seu epíteto específico refere-se ao Planalto dos Parecis, onde foi coletado o exemplar-tipo. A espécie atinge 6 cm.